# Élections législatives islandaises de 1983
Les élections législatives islandaises de 1983 se déroulent le 23 avril 1983. Le Parti de l'indépendance reste le plus important parti du Parlement islandais, en gagnant 15 des 40 sièges de la Chambre basse de l'Althing.
Steingrímur Hermannsson devient Premier ministre d'Islande. Il est à la tête d'une coalition entre le Parti du progrès et le Parti de l'indépendance.

## Résultats
| Partis                   | Partis                                         | Voix    | %     | +/−  | Sièges par chambre | Sièges par chambre | Sièges par chambre | Sièges par chambre |
| Partis                   | Partis                                         | Voix    | %     | +/−  | Basse              | +/−                | Haute              | +/−                |
| ------------------------ | ---------------------------------------------- | ------- | ----- | ---- | ------------------ | ------------------ | ------------------ | ------------------ |
|                          | Parti de l'indépendance (D)                    | 50 251  | 38,67 | 3,25 | 15                 | 1                  | 8                  | 1                  |
|                          | Parti du progrès (B)                           | 24 754  | 19,05 | 5,89 | 10                 | 1                  | 4                  | 2                  |
|                          | Alliance du peuple (G)                         | 22 490  | 17,31 | 2,41 | 7                  | en stagnation      | 3                  | 1                  |
|                          | Parti social-démocrate (A)                     | 15 214  | 11,71 | 5,73 | 4                  | 3                  | 2                  | 1                  |
|                          | Alliance des sociaux-démocrates (C)            | 9 489   | 7,30  | Nv.  | 2                  | 2                  | 2                  | 2                  |
|                          | Liste des femmes (V)                           | 7 125   | 5,48  | Nv.  | 2                  | 2                  | 1                  | 1                  |
|                          | Voteurs indépendants des Fjords de l'Ouest (T) | 639     | 0,49  | Nv.  | 0                  | en stagnation      | 0                  | en stagnation      |
|                          |                                                |         |       |      |                    |                    |                    |                    |
| Votes valides            | Votes valides                                  | 129 962 | 97,49 |      |                    |                    |                    |                    |
| Votes blancs et nuls     | Votes blancs et nuls                           | 3 342   | 2,51  |      |                    |                    |                    |                    |
| Total                    | Total                                          | 133 304 | 100   | –    | 40                 | en stagnation      | 20                 | en stagnation      |
| Abstentions              | Abstentions                                    | 17 673  | 11,71 |      |                    |                    |                    |                    |
| Inscrits / participation | Inscrits / participation                       | 150 977 | 88,29 |      |                    |                    |                    |                    |